# Analisi grammaticale
L'analisi grammaticale è il procedimento per identificare la categoria lessicale (e le relative sottocategorie) di ogni parola nel contesto nel quale è usata. Ogni parola può appartenere a una delle nove categorie lessicali dell'italiano, cinque variabili: articolo, aggettivo, sostantivo o nome, pronome, verbo, e quattro invariabili: avverbio, preposizione, congiunzione, interiezione o esclamazione.

## Generalità
Si può dire che l'analisi grammaticale serve a riconoscere il ruolo che le parole hanno nella frase. Ciascuna categoria lessicale infatti identifica una funzione per le parole: per esempio i sostantivi indicano le entità, materiali o astratte, di cui si parla, gli aggettivi si usano per descrivere le qualità che queste entità hanno, e i pronomi si utilizzano al posto dei sostantivi, costituendone un riferimento astratto ed esterno. Mentre questo concetto è ben chiaro e condiviso, le cose si complicano rapidamente entrando nei dettagli. Infatti questa interpretazione funzionale della analisi grammaticale porta ad allontanarsi un pochino dalla impostazione classica, di origine latina e seguita tuttora dalla scuola, quando si affrontano le altre parti del discorso, e a definire talvolta diverse classificazioni o categorie che comprendono parole di diverse categorie lessicali. Per esempio, si può dire che gli articoli hanno un ruolo di determinatori (la mela è diverso da una mela), e questo ruolo di determinatori è anche assegnabile ad alcune parole che classicamente non sono articoli ma aggettivi (questa mela, quella mela): una categoria di determinatori comprenderebbe quindi gli articoli e alcuni aggettivi, quelli che nella grammatica classica sono chiamati appunto aggettivi determinativi.

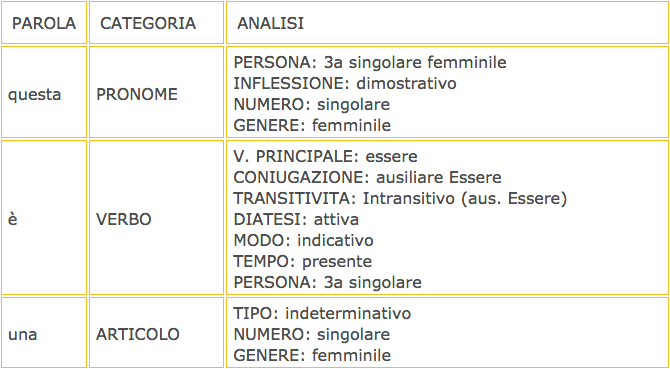
Esempio di analisi grammaticale fatta dall'analizzatore automatico di Archivium

Per la corretta identificazione della categoria lessicale, è essenziale la valutazione del contesto nel quale si situa la parola da analizzare. Infatti vi sono parole che possono appartenere a categorie lessicali differenti quando usate in differenti contesti. Un semplice esempio ci mostra questo fatto per la comunissima parola la, che può essere sia articolo sia pronome: dammi la (articolo) mela che la (pronome) porto a scuola. Per la corretta identificazione della categoria lessicale di ciascuna parola occorre quindi considerare le relazioni con le parole adiacenti e con le parole correlate all'interno di una frase. Cinque categorie si dicono variabili perché possono cambiare declinazione: p.es. mela e mele (sostantivo, rispettivamente singolare e plurale), bello e bella (aggettivo, rispettivamente maschile e femminile), mangio e mangiamo (verbo, indicativo presente prima persona singolare e plurale). Altre quattro si dicono invariabili perché non possono mutare: p.es. presto e tardi (entrambe avverbio), con e sopra (entrambe preposizioni).
Le sottocategorie che specificano nel dettaglio le caratteristiche di una categoria possono essere molto numerose, la tabella riportata in figura è un esempio.

## Verbi
Per i verbi occorre definire due grandi classi, peraltro già riconosciute anche nella grammatica classica: i verbi che indicano azioni (verbi predicativi), come io corro, rido, mangio; e i verbi che assegnano delle proprietà, come io sono sudato, mi sento allegro, divento affamato (verbi copulativi). Dal punto di vista di una grammatica moderna, chiamare sempre verbi tutte queste parole è abbastanza impreciso, e conviene invece dire che i verbi copulativi stabiliscono delle relazioni ISA, svolgendo una funzione molto simile a quello che in matematica è il ruolo del simbolo =.

## Avverbi
Infine, gli avverbi hanno generalmente un ruolo di modificatori, come già i classici gli riconoscevano; infatti avverbio deriva da ad verbum, vicino alla parola, ad indicare che gli avverbi stanno vicini ad altre parole, senza le quali non avrebbero un significato preciso. Gli avverbi non definiscono ciò di cui si parla, si potrebbe dire, ma lo modulano per adattarlo alle esigenze di chi parla. Poco pane, non correre, troppo matura, solo io sono molto diversi da poco coraggio, non fumare, troppo magra, solo tu pur usando esattamente gli stessi avverbi. Da questi semplici esempi si vede anche che gli avverbi possono modificare tutte le altre parole, e possono anche modificare altri avverbi, come in non troppo velocemente, dove gli avverbi non e troppo modificano l'avverbio velocemente.
Un altro esempio è: 'Cammino molto lentamente', dove l'avverbio 'molto' modifica l'avverbio 'lentamente', enfatizzando il grado dell'azione.

## Intelligenza artificiale
I programmi informatici che eseguono l'analisi grammaticale in modo automatico sono oggetto di studio nell'Elaborazione del linguaggio naturale, che è una branca dell'Intelligenza artificiale. La soluzione più frequente per l'analisi grammaticale automatica (in inglese Part of Speech tagging) prevede di sfruttare un modello statistico, più precisamente il Modello di Markov nascosto, con cui si va ad analizzare quante volte una categoria lessicale (ad esempio il sostantivo) segue un'altra categoria lessicale (ad esempio un verbo) e quante volte tale categoria lessicale (sempre il sostantivo) si manifesta con varie parole (ad esempio Marco, cane, libro etc).

### Esempio di analisi grammaticale automatica in Python
Nel linguaggio di programmazione Python la libreria nltk contiene al suo interno la funzionalita' di analisi grammaticale per la lingua inglese. 
```
from
 
nltk.tokenize
 
import
 
word_tokenize

text
 
=
 
word_tokenize
(
"And now for something completely different"
)

nltk
.
pos_tag
(
text
)

```